# Daniel Poirion
Daniel Poirion (* 22. Januar 1927 in Amiens; † 15. März 1996 in Branford, Connecticut) war ein französischer Romanist und Mediävist.

## Leben und Werk
Poirion war Absolvent der École normale supérieure und Agrégé. Er habilitierte sich 1964 mit den beiden Thèses Le poète et le prince. L'évolution du lyrisme courtois de Guillaume de Machaut à Charles d'Orléans (Paris 1965, Genf 1978) und Le lexique de Charles d'Orléans dans les Ballades (Genf 1967) und war Professor für französische Literatur des Mittelalters an der Universität Grenoble, dann an der Sorbonne. Er nutzte 1987 den französischen Ruhestand (mit 60 Jahren) für einen Wechsel an die Yale University. 1989 wurde er Mitglied der Académie des inscriptions et belles-lettres. Im gleichen Jahr erhielt er den Gay-Lussac-Humboldt-Preis. 1994 wählte man ihn in die American Academy of Arts and Sciences.
Poirier habilitierte Jacqueline Cerquiglini, Mediävistin an der Sorbonne.

## Weitere Werke

### Monographien
- Le Moyen Age II, 1300–1480, Paris 1971 (Littérature française 2, hrsg. von Claude Pichois)
- Le «roman de la Rose», Paris 1973
- Le Merveilleux dans la littérature française du Moyen âge, Paris 1982, 1995 (Que sais-je ? 1938; italienisch Turin 1988)
- Résurgences. Mythe et littérature à l'âge du symbole. XIIe siècle, Paris 1986
- Ecriture poétique et composition romanesque, Orléans 1994

### Herausgebertätigkeit
- Guillaume de Lorris und Jean de Meun, Le Roman de la Rose,  Paris 1974
- Précis de littérature française du Moyen âge, Paris 1982
- La Chronique et l'histoire au Moyen Age. Colloque des 24 et 25 mai 1982, Paris 1984
- Jérusalem, Rome, Constantinople. L'image et le mythe de la ville au Moyen âge. Colloque, Paris 1986
- Milieux universitaires et mentalité urbaine au Moyen âge. Colloque, Paris 1987
- La littérature française aux XIVe et XVe siècles. Tome 1, Partie historique, Heidelberg 1988 (Grundriss der romanischen Literaturen des Mittelalters)
- Tristan et Yseut. Roman de Béroul, Paris 1989, 2000
- Styles et valeurs. Pour une histoire de l'art littéraire au Moyen âge, Paris 1990
- (mit Nancy Freeman Regalado) Contexts. Style and values in medieval art and literature, New Haven/London 1991 (Yale French Studies. Sonderband)
- Chrétien de Troyes, Oeuvres complètes, Paris 1994 (Bibliothèque de la Pléiade)
- (mit Claude Thomasset) L'art de vivre au Moyen-âge. Codex vindobonensis series nova 2644 conservé à la Bibliothèque nationale d'Autriche, Paris 1995